# قرار مجلس الأمن التابع للأمم المتحدة رقم 1181
قرار مجلس الأمن التابع للأمم المتحدة رقم 1181، المتخذ بالإجماع في 13 تموز / يوليو 1998، بعد الإشارة إلى جميع القرارات السابقة بشأن الحالة في سيراليون، أنشأ المجلس بعثة مراقبي الأمم المتحدة في سيراليون لرصد الحالة العسكرية والأمنية في البلد لفترة أولية مدتها ستة أشهر حتى 13 يناير 1999.
ورحب مجلس الأمن بالجهود التي تبذلها حكومة سيراليون لاستعادة السلام والأمن في البلاد، بما في ذلك العملية الديمقراطية والمصالحة الوطنية، واعترف بدور المجموعة الاقتصادية لدول غرب إفريقيا خلال هذه العملية. ولا يزال يساوره القلق إزاء الخسائر في الأرواح ومعاناة اللاجئين والمشردين، ولا سيما الأطفال، نتيجة لهجمات المتمردين.
وأدان القرار استمرار المقاومة للحكومة الشرعية والسكان المدنيين من قبل فلول المجلس العسكري السابق والجبهة الثورية المتحدة، داعيًا الطرفين إلى إلقاء أسلحتهما على الفور. واقترح تقرير للأمين العام كوفي عنان إنشاء عملية حفظ سلام نابعة لبعثة الأمم المتحدة للمراقبة في سيراليون. لذلك، أنشأ المجلس بعثة مراقبي الأمم المتحدة في سيراليون لفترة أولية مدتها ستة أشهر حتى 13 كانون الثاني / يناير 1999، وتتألف من ما يصل إلى 70 مراقباً عسكرياً، ووحدة طبية صغيرة وموظفي دع ، مع تفويض:
(أ) مراقبة الوضع الأمني في البلاد؛
(ب) رصد دور فريق الرصد التابع للجماعة الاقتصادية لدول غرب أفريقيا ونزع سلاح المقاتلين السابقين وتسريحهم؛
(ج) المساعدة في رصد احترام القانون الدولي الإنساني؛
(د) مراقبة نزع السلاح الطوعي لقوات الدفاع المدني.
وسيرأس بعثة مراقبي الأمم المتحدة في سيراليون المبعوث الخاص للأمين العام الذي سيكون الممثل الخاص لسيراليون. وتم التأكيد على التعاون الوثيق بين بعثة مراقبي الأمم المتحدة في سيراليون وفريق المراقبين العسكريين التابع للجماعة الاقتصادية لدول غرب أفريقيا، وحثت الأطراف في سيراليون على ضمان سلامة موظفي الأمم المتحدة والمنظمات التي تقدم المساعدة الإنسانية. مع الإشارة إلى حدوث تدفقات غير مشروعة للأسلحة، تم حث جميع الدول على التقيد الصارم بحظر الأسلحة المفروض على القوات غير الحكومية في سيراليون، وفقًا للقرار 1171 (1998). كانت حكومة سيراليون تنسق استجابة أكثر فعالية لاحتياجات الأطفال المتأثرين بالنزاع.
وأخيراً، طُلب من الأمين العام تقديم تقارير في غضون 30 يوماً وكل 60 يوماً بعد ذلك عن تنفيذ القرار الحالي والتقدم الذي تحرزه بعثة مراقبي الأمم المتحدة في سيراليون في تنفيذ ولايتها.

## روابط خارجية
- نص القرار في undocs.org
- موقع بعثة مراقبي الأمم المتحدة في سيراليون